# هایاتو اوچی
هایاتو اوچی (انگلیسی: Hayato Ochi؛ زادهٔ ۱۷ ژوئیهٔ ۱۹۸۲) بازیکن فوتبال اهل ژاپن است.
از باشگاه‌هایی که در آن بازی کرده‌است می‌توان به باشگاه فوتبال سرزو اوساکا اشاره کرد.